# Dale, Innlandet
Dale är en tidigare tätort i Sels kommun i Innlandet fylke i Norge. Orten ligger vid riksväg 15, på norra sidan av älven Otta, väster om staden Otta.
Sedan 2021 räknas bebyggelsen i orten som en del av tätorten Otta.
Tidigare har orten tillhört dåvarande Vågå kommun.